# Castell de la Santa Creu de Calafell
Castell de la Santa Creu de Calafell är ett slott i Spanien.   Det ligger i provinsen Província de Tarragona och regionen Katalonien, i den östra delen av landet, 400 km öster om huvudstaden Madrid. Castell de la Santa Creu de Calafell ligger 58 meter över havet.
Terrängen runt Castell de la Santa Creu de Calafell är platt österut, men åt nordväst är den kuperad. Havet är nära Castell de la Santa Creu de Calafell söderut.  Närmaste större samhälle är Calafell, 0,19 km söder om Castell de la Santa Creu de Calafell. 